# فرودگاه شانگهای لنقوا
فرودگاه شانگهای لنقوا (به انگلیسی: Shanghai Longhua Airport) (به زبان بومی: Shanghai Lunghwa Airport) یک فرودگاه همگانی و نظامی است که یک باند فرود بتن دارد و طول باند آن ۶۰۰ متر است. این فرودگاه در شهر شانگهای کشور چین قرار دارد .